# Bithynia siamensis
Bithynia siamensis е вид коремоного от семейство Bithyniidae.

## Разпространение
Видът е разпространен във Виетнам, Камбоджа, Лаос, Малайзия (Западна Малайзия), Мианмар и Тайланд.